# Угорня
Угорня — река в России, протекает по Стругокрасненскому району Псковской области. Устье реки находится в 72 км от устья Люты по левому берегу. Длина реки составляет 28 км, площадь водосборного бассейна — 106 км².
В 8,5 км от устья, по левому берегу реки впадает река Плавуха, выше слева впадает Жоха.
На правом берегу реки стоит деревня Рошелёво Марьинской волости.

## Данные водного реестра
По данным государственного водного реестра России относится к Балтийскому бассейновому округу, водохозяйственный участок реки — Нарва. Относится к речному бассейну реки Нарва (российская часть бассейна).
Код объекта в государственном водном реестре — 01030000412102000027076.